# Tucké Royale

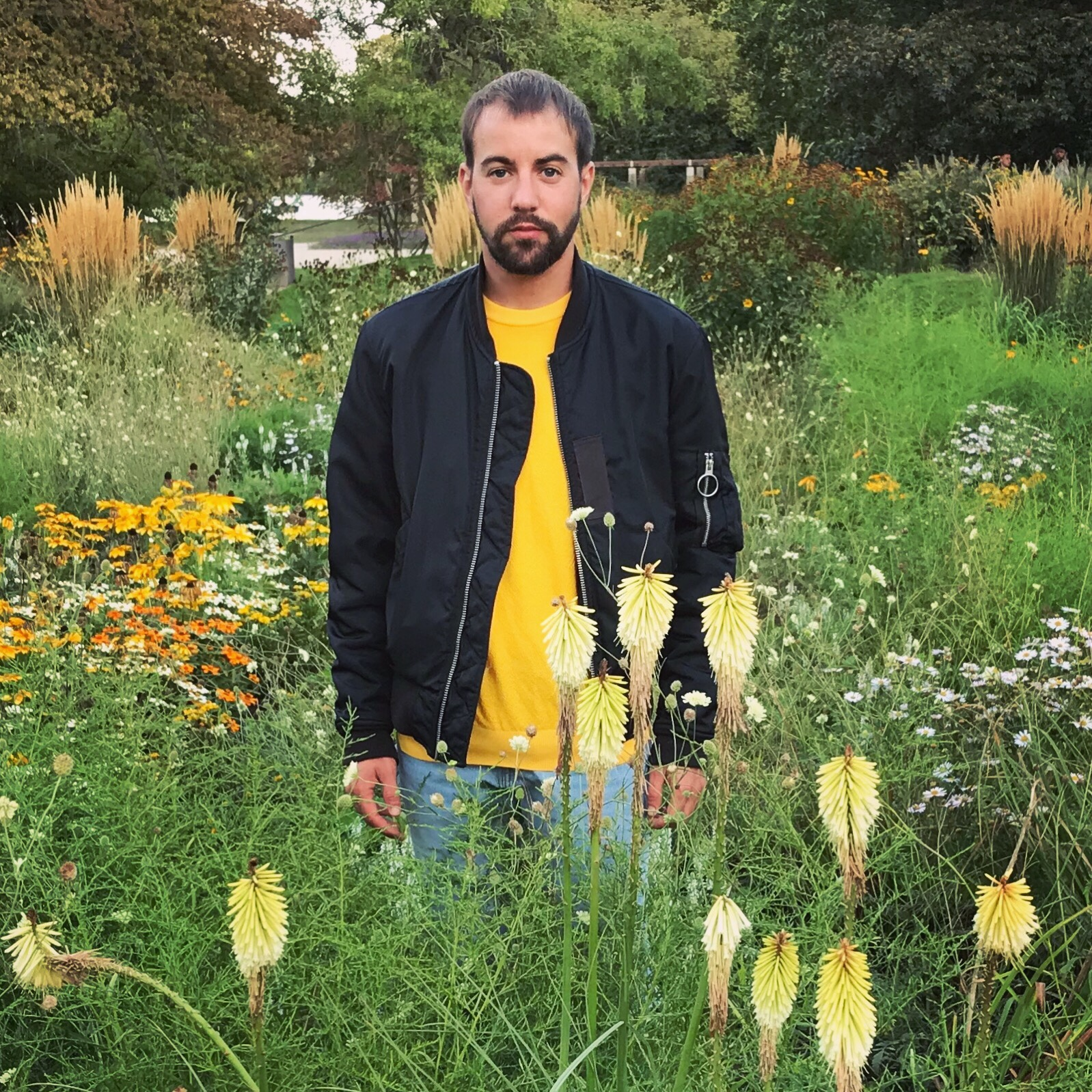
Tucké Royale (2019)

Tucké Royale (* 1984 in Quedlinburg) ist ein deutscher Autor, Regisseur, Musiker und Schauspieler in Film, Theater und Musiktheater.

## Leben
Tucké Royale wurde 1984 im sachsen-anhaltischen Quedlinburg geboren. Bis zum Abitur blieb Royale in Quedlinburg. Er baute eine queere Bibliothek auf, die bis heute besteht, bot Beratungsstunden an und engagierte sich im Kulturzentrum Reichenstrasse.
Von 2004 bis 2006 studierte Royale Judaistik an der Freien Universität Berlin sowie von 2006 bis 2011 an der Hochschule für Schauspielkunst Ernst Busch Zeitgenössisches Puppenspiel, unterstützt durch die Rosa-Luxemburg-Stiftung. Tucké Royale lebt in Berlin. Die Stadt Ludwigsburg gab im März 2022 bekannt, dass er sich im Sommer 2022 als Stadtschreiber mit dem Thema „Neue Gemeinschaften/Digitale Narrative“ auseinandersetzen wird.

## Werk

### Theater
Nach einer Recherche zu Performance Art in New York absolvierte Tucké Royale im Jahr 2010 mit seinem ersten Solostück Tucké Royale sein Diplom, das in St. Petersburg uraufgeführt wurde. Sein zweiter Soloabend Ich beiße mir auf die Zunge und frühstücke den Belag, den meine Rabeneltern mir hinterließen hatte seine Uraufführung im Dezember 2013 im Berliner Ballhaus Ost und war später im Studio Я des Maxim-Gorki-Theaters zu sehen.
Royales Theaterverständnis, das sich auf seine weiteren künstlerischen Tätigkeitsfelder wie Film und Musik erweitern lässt, ist häufig ein politisches. Er begreife Theater als ästhetische Verdrängung der Realität, so Royale in einem Interview in der Jungle World. „… mein Verhältnis zur Realität ist von einem ausgesprochenen Widerwillen geprägt. Deswegen stehe ich gerne auf der Bühne, wo ich behaupten kann, was nicht durch die Realität gedeckt sein muss, ich nicht gezwungen bin, sie in jedem Moment anzuerkennen. Man weiß doch sowieso, dass die Realität da ist, also kann man sie auch kurz vergessen oder ästhetisch verdrängen. Oder besser: eindrücken. Darin liegt das Politische des Theaters.“ So sind die Genregrenzen, aber auch die Grenzen zwischen Biografie und Inszenierung in seiner Arbeit oft fließend und befassen sich mit Fragen von Identität und Autorschaft, etwa bei Hans Unstern, aber auch in der politischen politisch-künstlerischen Initiative Zentralrat der Asozialen – ZAiD aus dem Jahr 2015.
Dezidiert wendet er sich im Interview zur Initiative #ActOut im Magazin der Süddeutschen Zeitung – trotz zahlreicher Inszenierungen auf der Schnittstelle zwischen Kunst und Politik – aufgrund seiner klassischen Schauspielausbildung dagegen, als Performer oder Performance-Künstler bezeichnet zu werden: „Ich bin zum Performer gemacht worden, weil es Menschen wie mich in diesem Beruf noch nicht gab in Deutschland. Da wurde mir eine Art von Futurismus an den Leib getackert, und gleichzeitig wurde damit gesagt: Das geht jetzt im Schauspiel noch nicht, deswegen musst du ein Performer sein. Das muss weg. Das ist einfach: Schauspieler.“
Aus Royales Theaterarbeit ergaben sich Lehraufträge an Universitäten, darunter an der Performance/Akademie der darstellenden Künste in Hamburg, der Akademie für Darstellende Kunst Baden-Württemberg im Fachbereich Regie sowie der Goethe-Universität Frankfurt am Main im Fachbereich Theaterwissenschaft.

### Musik
Seit 2012 ist Royale Bandmitglied bei Hans Unstern. 2016 gründete er zusammen mit Black Cracker und Hans Unstern die queere Popgruppe Boiband. Die Gruppe steuerte den Soundtrack zu Jenseits der Angst bei, einem Fernsehfilm von Thorsten Näter aus dem Jahr 2019.

### Aktion
Mit Zentralrat der Asozialen – ZAiD (2015), für die er Aktionen an verschiedenen Orten konzipierte, machte Tucké Royale auf die Stigmatisierung einer von der Politik „vergessenen“ Opfergruppe des Nationalsozialismus unter den Bezeichnungen „Asoziale“ und „Berufsverbrecher“ aufmerksam. Erst 2020 wurde diese Opfergruppe offiziell vom Bundestag als Verfolgtengruppe aus der Zeit des Nationalsozialismus anerkannt. Ebenso blieben Entschädigungszahlungen gegenüber Überlebenden und Angehörigen aus. Eine sogenannte Inaugurationsveranstaltung des Zentralrats fand im März 2015 auf Kampnagel in Hamburg statt, weitere Aktionen im Studio des Gorki Theaters in Berlin und in Gedenkstätten. Für die Arbeit wurde er 2014 mit dem Stipendium der Elsa-Neumann-Stiftung des Landes Berlin und 2015 mit dem Arbeits- und Recherchestipendium des Berliner Senats gefördert.
Im Februar 2021 war Royale Teil der Initiative #ActOut im SZ-Magazin, zusammen mit 184 anderen lesbischen, schwulen, bisexuellen, queeren, nichtbinären, intersexuellen und transgender Personen aus dem Bereich der darstellenden Künste.

## Film

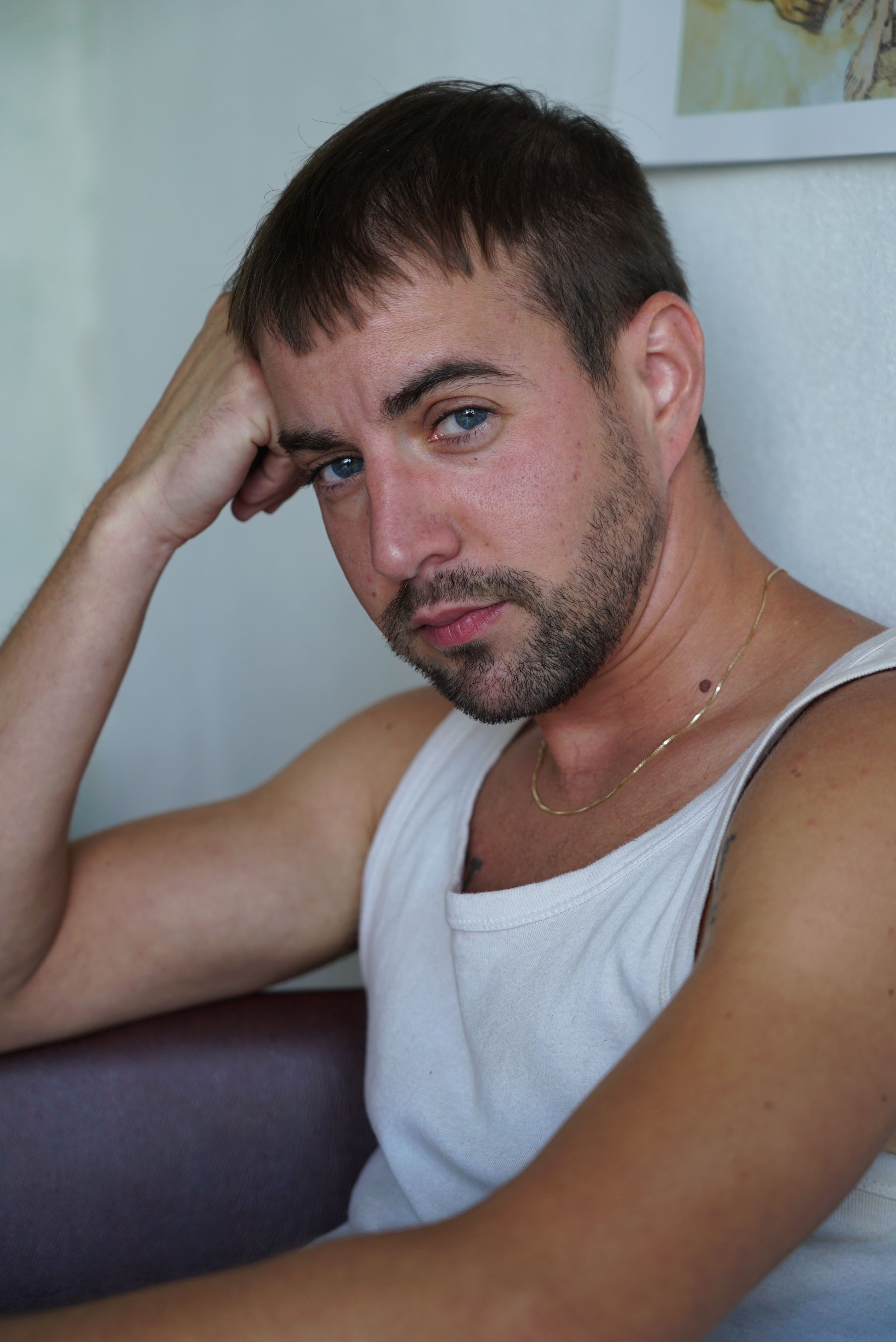
Tucké Royale (2019)

Im Film Neubau von Johannes Maria Schmit, für den Royale auch das Drehbuch schrieb und als Koproduzent verantwortlich zeichnete, spielte er Markus Hawemann, der mit seinen beiden Großmüttern Sabine und Alma in der Uckermark zusammenlebt und ihnen auch gerne im Alltag hilft, obwohl er sich gleichzeitig nach einem Leben in der queeren Gemeinschaft von Berlin sehnt. Der Film feierte im Januar 2020 auf dem Filmfestival Max Ophüls Preis seine Premiere. Dieser wurde auf dem Festival nicht nur mit dem Preis für den besten Spielfilm ausgezeichnet, sondern Royale erhielt auch den Max Ophüls Preis „für den gesellschaftlich relevanten Film“ für das Drehbuch und seine Leistung als Schauspieler.
Der halbdokumentarische Film Stonewall Uckermarck aus dem Jahr 2019 lässt sich als Vorstudie zu Neubau verstehen, dokumentiert jedoch zugleich eine performative Gedenkfahrt mit anschließender Veranstaltungsreihe im Berliner Theater Hebbel am Ufer anlässlich des fünfzigsten Jahrestages der Ereignisse um Stonewall.
Tucké Royale unterrichtet an der Hochschule für Fernsehen und Film München das Fach Creative Direction. Er teilt sich eine Professur mit Matthias Zentner.

## Auszeichnungen
Braunschweig International Film Festival
- 2020: Auszeichnung als Schauspieler für Neubau[23]

Filmfestival Max Ophüls Preis
- 2020: Auszeichnung für außergewöhnliche gesellschaftliche Relevanz für Buch und Schauspiel für Neubau[24]

Preis der deutschen Filmkritik
- 2021: Bestes Spielfilmdebüt für Neubau[25]

Hörspiel des Monats
- 2020: The Revolution Will Be Injected. Eine molekulare Revolution. Auszeichnung im Mai 2020, gemeinsam mit Hans Unstern und Orlando de Boeykens[4]
- 2024: Mit Dolores habt ihr nicht gerechnet – Ein jüdisch-queeres Rachemusical. Auszeichnung im Juni 2024.[26]

International Radio Grand Prix URTI
- 2021: The Revolution Will Be Injected. Nachwuchspreis Matthey-Doret, gemeinsam mit Hans Unstern und Orlando de Boeykens[27]

Literarische Auszeichnungen
- 2022: Stadtschreiberstipendium Ludwigsburg[28]

## Aufführungen

### Soloabende
- 2010: Tucké Royale.
- 2013: Ich beiße mir auf die Zunge und frühstücke den Belag, den meine Rabeneltern mir hinterließen. Solo-Performance. Ballhaus Ost, Maxim-Gorki-Theater.

### Regie
- 2017: Mit Dolores habt ihr nicht gerechnet. Ein jüdisch-queeres Rachemusical. Text und Regie, Maxim-Gorki-Theater Berlin[29]
- 2019: Tank. Eine musikalische Abwrackzeremonie nach Brechts Fatzerfragment. Text, Regie und Musik, Produktion Oblique Sensations, Vierte Welt Berlin[30]

### Als Darsteller
- 2014–2014: The Great Hans Unstern Swindle
- 2013: Fleetstreet
- 2014: Aussöhnen mit Deutschland II[31]
- 2016: Atlas des Kommunismus. Regie: Lola Arias, Maxim-Gorki-Theater Berlin[32]
- 2016: Der Botschafter. Ein Singspiel. Regie: Gintersdorfer/Klaßen, HAU2
- 2018: Grundgesetz. Regie: Marta Górnicka, Gorki Berlin
- 2018–19: Nathan der Weise. Ein Weichmacher für den Glaubenspanzer. Regie: Gintersdorfer/Klaßen, Theater Bremen[33]
- 2019: Weimar Cabaret. Regie: Gintersdorfer/Klaßen, Meyer Pavillon Weimar[34]
- 2019: Legendäres Schernikau Spektakel. Literarisches Colloquium Berlin[35]
- 2019: Frauen der Unterwelt. Sieben hysterische Akte. Regie: Tine Rahel Völcker, Ballhaus Ost[36]
- 2019: Aufbruch, Abbruch, Umbruch. Das Ost-West-Ding: Tucké Royale + Kaey. Lesung und Liederabend, Sophiensaele Berlin[37]
- 2020: mit Hans Unstern und Orlando de Boeykens: The Revolution Will Be Injected – Testosterone Files & Desire, Volksbühne Berlin[38]

## Publikationen
Diskografie
- 2012 mit Hans Unstern: The Great Hans Unstern Swindle, Staatsakt
- 2017 mit Boiband: The Year I Broke My Voice, Staatsakt

Hörspiel
- 2020: mit Hans Unstern und Orlando de Boeykens: The Revolution Will Be Injected. Eine molekulare Revolution, im Auftrag von Deutschlandfunk Kultur, Ursendung am 14. Mai 2020.[39]
- 2024: Mit Dolores habt ihr nicht gerechnet – Ein jüdisch-queeres Rachemusical, RBB, Ursendung am 7. Juni 2024.

Lyrik
- Mit Hans Unstern: Hanky Panky Know How. Merve Verlag, Berlin 2012, ISBN 978-3-88396-315-0.

Stücke
- Tucké Royale. rua. Kooperative für Text und Regie, Berlin 2010.[40]
- Ich beiße mir auf die Zunge und frühstücke den Belag, den meine Rabeneltern mir hinterließen. rua. Kooperative für Text und Regie, Berlin 2013.[41]
- Mit Dolores habt ihr nicht gerechnet. rua. Kooperative für Text und Regie, Berlin 2017.[42]

Beiträge in Anthologien
- Kathrin Tiedemann (Hrsg.): Gintersdorfer/Klaßen. Eleganz ist kein Verbrechen. Reihe Postdramatisches Theater in Portraits. Band 2, Alexander Verlag, Berlin 2020, ISBN 978-3-89581-523-2.
- Flintenweib. In: Riccarda Gleichauf (Hrsg.): Textland. Band 3, Edition Faust, Frankfurt am Main 2020, ISBN 978-3-945400-84-5.
- Pubertät. In: Jim Avignon (Hrsg.): Welt und Wirklichkeit. Band 2, Verbrecher Verlag, Berlin 2021, ISBN 978-3-95732-448-1.

Zeitschriftenbeiträge
- Plädoyer für das Ausbüchsen. Essay in Anlehnung an die Keynote bei der Konferenz Burning Issues. Theater heute, Nr. 01/2021, Berlin, ISSN 0040-5507, S. 42.[43]